# ФК Кавасаки фронтале
Кавасаки фронтале (јап. 川崎フロンターレ) јапански је фудбалски клуб из Кавасакија.

## Име
- ФК Фуџицу (јап. 富士通サッカー部, 1955—1996)
- ФК Кавасаки фронтале (јап. 川崎フロンターレ, 1997—)

## Успеси
Првенство
- Фудбалска лига Кантоа: 1968.
- Фудбалска друга лига Јапана: 1976.
- Џеј 2 лига: 1999, 2004.
- Џеј 1 лига: 2017, 2018, 2020, 2021.

Куп
- Куп Џеј лиге: 2019.
- Царев куп: 2020, 2023.
- Суперкуп Јапана: 2019, 2021, 2024.